# パリ天体物理学研究所
座標: 北緯48度50分06秒 東経2度20分07秒 / 北緯48.834961度 東経2.335316度

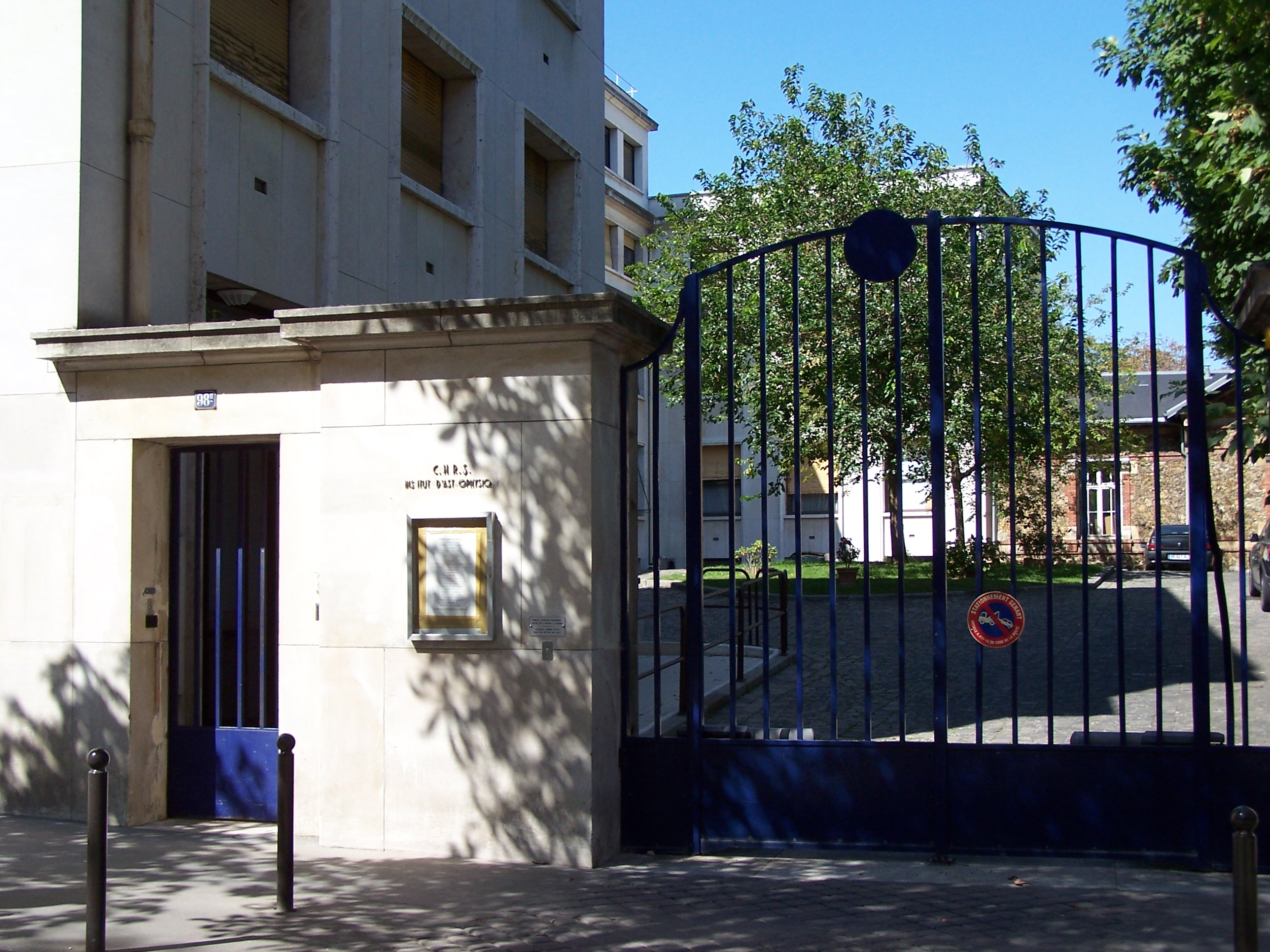
施設の入口

パリ天体物理学研究所（仏：Institut d'Astrophysique de Paris）はCNRSの天文学研究所で、所在地はパリ市内の98bis, Bd Arago(アラゴ通り）である。
研究の主力テーマは銀河系外天文学と宇宙論である。

## 歴史
1936年に、建設中のオート＝プロヴァンス天文台で収集されるデータの解析を行う研究所として設立された。« Laboratoire d'astrophysique » という名称で1939年6月15日に開所した。アンリ・ミヌールが初代の所長となった。最初はパリ天文台内に設置され、その後パリ高等師範学校内を経て、1952年に新設された建物で業務を開始した。